# Won Ton Ton
Won Ton Ton is een Belgische popgroep die eind jaren 80 van de 20e eeuw een hit scoorde in België en Nederland met I Lie and I Cheat ('87).
Won Ton Ton is de opvolger van de groep Chow-Chow, die halverwege de jaren 80 actief was. Nadat Chow Chow uit elkaar was gegaan, bleef zangeres Bea Van der Maat in de belangstelling staan. Dit leidde tot een nieuw platencontract voor de groep in 1987 onder de naam Won Ton Ton. Hun eerste single I Lie and I Cheat werd een top 10-hit in België en een top 20-hit in Nederland. De volgende singles Hey Marlene en Can I come near you (beide '88) scoorden veel minder. In 1989 verscheen het debuutalbum van Won Ton Ton, Home.

## Bandleden
- Bea Van der Maat - zang
- Ronny Timmermans - gitaar
- Rob Jeurissen - gitaar
- Fons Noeyens - gitaar
- Els Ravijts / Jos Borremans - keyboard
- Jan Biesemans - basgitaar
- Raf Ravijts - drums

Manager:
Herwig Daems

## Discografie

### Albums
| Album met eventuele hitnotering(en) in de Nederlandse Album Top 100 | Datum van verschijnen | Datum van binnenkomst | Hoogste positie | Aantal weken | Opmerkingen |
| ------------------------------------------------------------------- | --------------------- | --------------------- | --------------- | ------------ | ----------- |
| Home                                                                | 1989                  | -                     |                 |              |             |
| Oh no not not now                                                   | 1991                  | 16-3-1991             | 64              | 4            |             |
| Tales for the little people                                         | 1992                  | -                     |                 |              |             |

### Singles
| Single met eventuele hitnotering(en) in de Nederlandse Top 40 | Datum van verschijnen | Datum van binnenkomst | Hoogste positie | Aantal weken | Opmerkingen |
| ------------------------------------------------------------- | --------------------- | --------------------- | --------------- | ------------ | ----------- |
| I Lie and I Cheat                                             | 1988                  | 6-2-1988              | 13              | 7            |             |
| Hey Marlene                                                   | 1988                  | -                     |                 |              |             |
| Can I come near you                                           | 1988                  | 10-12-1988            | tip             |              |             |

### NPO Radio 2 Top 2000
| Nummer met noteringen in de NPO Radio 2 Top 2000 | '99  | '00  | '01  | '02  | '03  | '04  | '05  | '06  | '07  | '08  | '09  | '10  |
| ------------------------------------------------ | ---- | ---- | ---- | ---- | ---- | ---- | ---- | ---- | ---- | ---- | ---- | ---- |
| I Lie and I Cheat                                | 1073 | 1068 | 1083 | 1293 | 1221 | 1757 | 1528 | 1891 | 1754 | 1624 | 1564 | 1795 |

1. ↑  Een vetgedrukt getal geeft de hoogste notering aan.
2. ↑  Deze tabel is bijgewerkt tot en met de laatste editie (2024).